# 立陶宛勞工聯盟
立陶宛勞工聯盟，1934年至1942年間又名立陶宛基督教勞工聯盟，是立陶宛的全國性總工會。1919年，立陶宛基督教民主黨為了建立天主教勞工組織，而創辦該聯盟。成立初期，該聯盟積極參與立陶宛國會議員選舉；但1926年立陶宛政變發生後，因基督教民主黨在政爭中失勢，立陶宛勞工聯盟也在1932年3月3日的會員代表大會上宣布不再介入政治運作，僅保留文化相關會務，導致該聯盟於1934年解體重組為「立陶宛基督教勞工聯盟」，至1940年時有8000多名會員、60個會員工會、15個青年組織、18間閱覽室、12筆互助基金、8座運動場館、18支體育隊伍及一份報紙。
1940年，蘇聯佔領立陶宛，立陶宛基督教勞工聯盟被視為非法組織，因而在1943年加入立陶宛解放最高委員會，1944年時聯盟組織遷往海外，但仍持續參與解放最高委員會運作。
立陶宛自蘇聯獨立後，工會幹部於1991年12月重建立陶宛勞工聯盟，仍以組織天主教勞工為使命。立陶宛勞工聯盟如今是國際工會聯合會與歐洲工會聯合會的會員工會，2020年時會員人數約13,000人，下設青年組織、醫療工作者分會、記者分會、農民分會、公務員分會等，並在立陶宛主要城市設有地方分會。

## 外部連結
- 官方网站（立陶宛文）